# Decorum

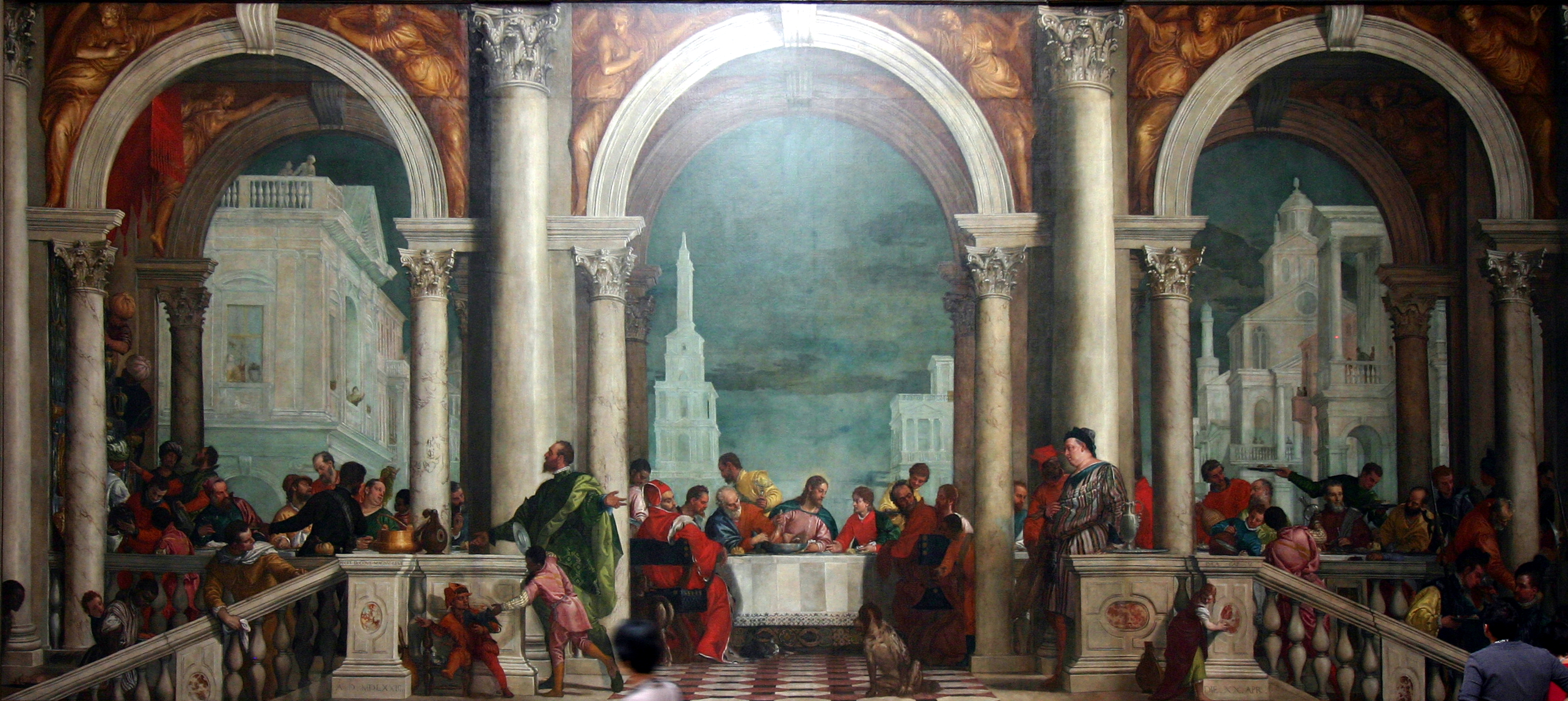
Esta obra de Veronés de 1573, que representaba inicialmente La última cena, hubo de cambiar su título por el de algún otro de los banquetes reflejados en los evangelios (se le han atribuido Cena en casa de Leví y Comida en casa de Simón Fariseo) para evitar la condena de la Inquisición, ante la que había sido denunciada por razones teológicas, subyacentes a su inadecuación al concepto de decorum aplicable a un tema religioso, que resultaba en obscenidad para la función y el espacio al que iba destinada (el refectorio de un monasterio). Obviamente, no se reproduce un ambiente judío del siglo I ni se trata con solemnidad a personajes sagrados, sino que se representa un extravagante festín veneciano de su propia época. Durante el proceso, Veronés se justificó comparando su obra con los frescos de Miguel Ángel en la Capilla Sixtina, y se le respondió por los inquisidores venecianos: ¿No entendeis que en representar el Juicio Final, donde es un error suponer que se vestirán ropas, no hay razón para pintar ninguna?. En realidad, para esa época ya se había efectuado la intervención que cubrió algunos de esos desnudos.

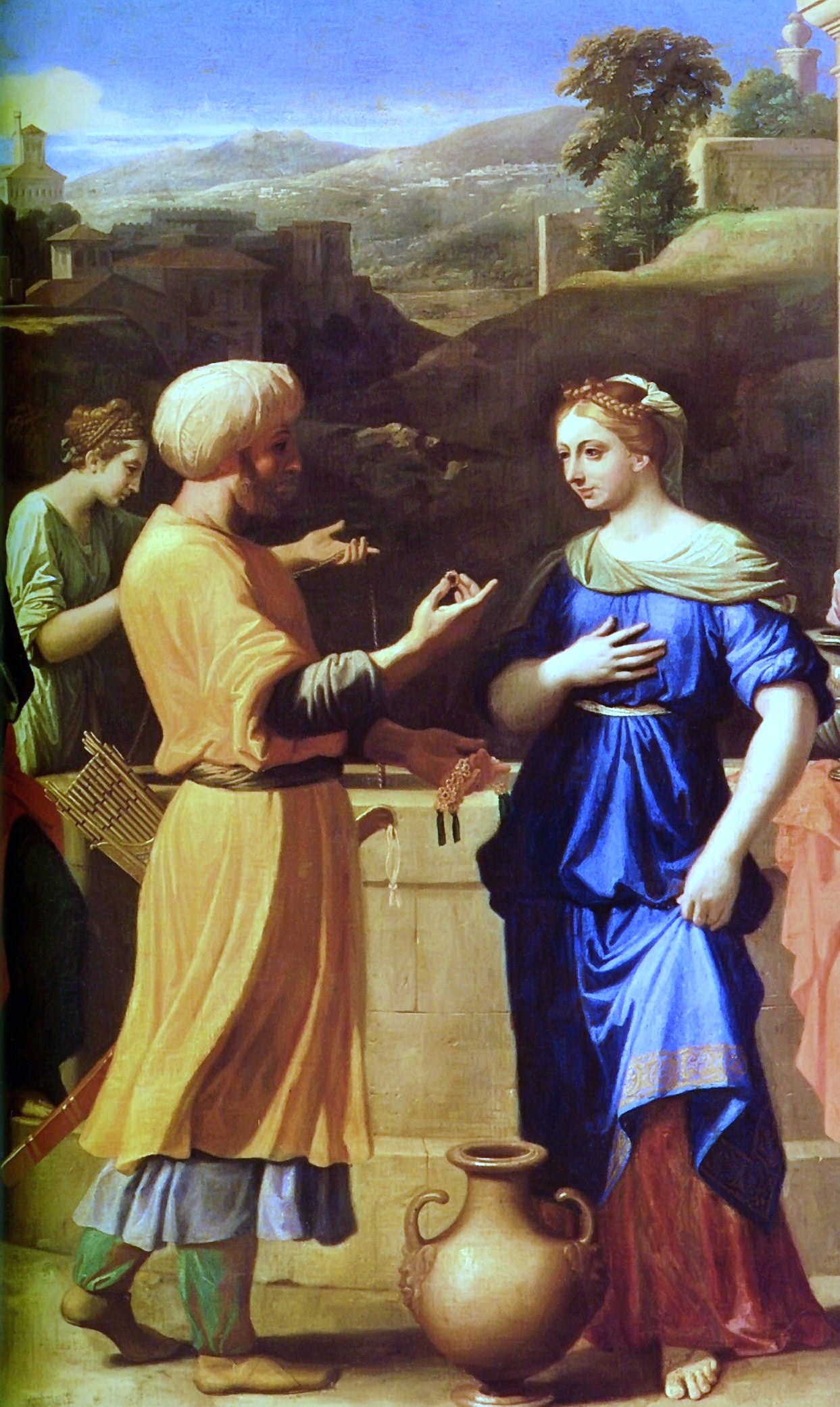
Rebeca y Eliecer, de Poussin (ca. 1660).

Decorum (palabra latina traducible por "lo apropiado" o "lo adecuado") es un principio de la retórica clásica, la poética y la preceptiva dramática, así como de la estética y la teoría del arte, para designar lo apropiado de la utilización de un estilo o una forma para el asunto tratado. También se aplica para prescribir límites al comportamiento social que se considera adecuado en cada situación según las convenciones sociales. Se utiliza directamente en latín en contextos artísticos y literarios (la RAE recoge este sentido en las acepciones 6, 7 y 8 de la palabra castellana "decoro").
Tanto Aristóteles (Poetica) como Horacio (Ars Poetica) trataron la importancia de la adecuación del estilo al tema en cada género literario (épica, tragedia, comedia). Para Horacio Nunca el asunto cómico permite / trágicos versos; ni el atroz convite / de Thiestes vulgares expresiones, / como narración cómica, tolera. / Ninguna de estas dos composiciones / se aparte de sus límites y esfera.
El pintor clasicista Nicolas Poussin, para justificar un tratamiento sobrio de una escena bíblica que habitualmente se representaba con presencia de animales exóticos como son los camellos (Rebeca y Eliecer), argumentó: No hay que mezclar el estilo frigio con el estilo dorio, metáfora musical que permite comprobar que no sólo la literatura y las artes plásticas, sino también la musicología tiene su propia versión del decorum.
Aunque una pose "decorosa" no tiene por qué coincidir con una pose pudorosa (sólo sería así en el caso de que los personajes o el ambiente representado así lo exigieran), la represión del desnudo en el arte, especialmente a partir del Concilio de Trento (1545-1563), se convirtió en una obsesión que identificó ambos términos, llegando a extremos como la mutilación de estatuas clásicas, cuyos genitales se cubrieron con hojas, o la intervención de Daniele da Volterra il Braghettone sobre El Juicio Final de Miguel Ángel (1564).

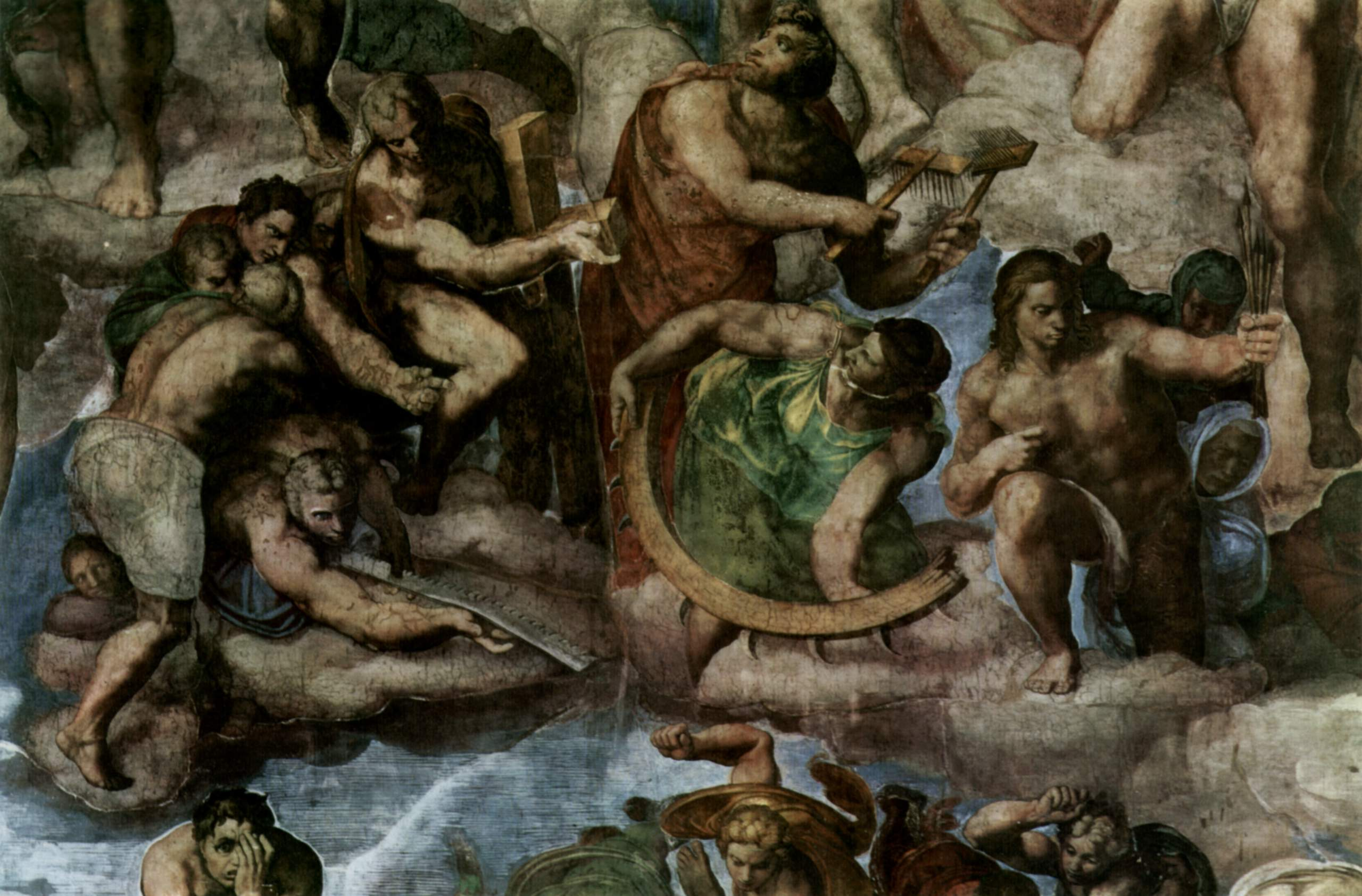
Fragmento de El Juicio Final de Miguel Ángel. La pareja formada por la santa reclinada (Catalina) y el santo que aparece tras ella (Blas) fue una de las más alteradas y cubiertas de ropa por Volterra, dado que su postura resultaba equívoca.
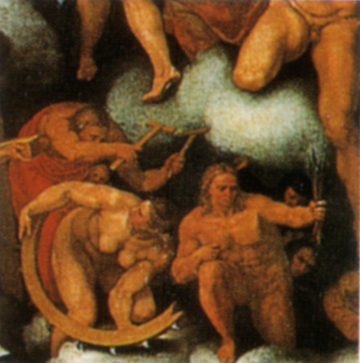
Este es el aspecto que tenía la escena originalmente (fragmento de la copia de Marcelo Venusti (1549).
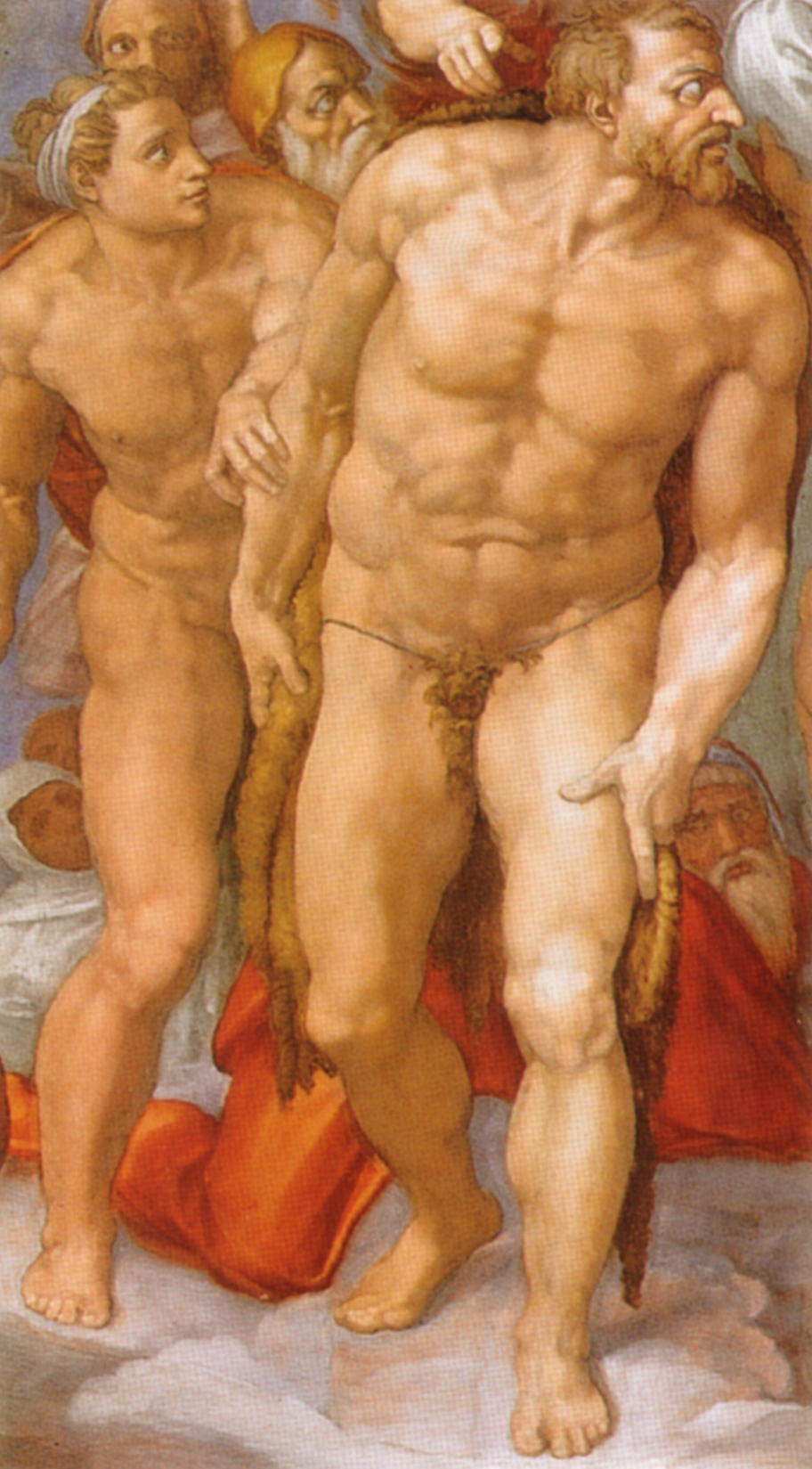
Otros personajes, como este San Juan Bautista, sólo necesitaron una pequeña intervención para cubrir los genitales. Algunos de estos repintes fueron eliminados en la restauración de 1980-1994.

Tampoco se identifica el decorum con la modestia, como prueban las poses orgullosas o displicentes de la denominada Grand Manner del retrato inglés, en lo que rivalizaron Joshua Reynolds y Thomas Gainsborough.

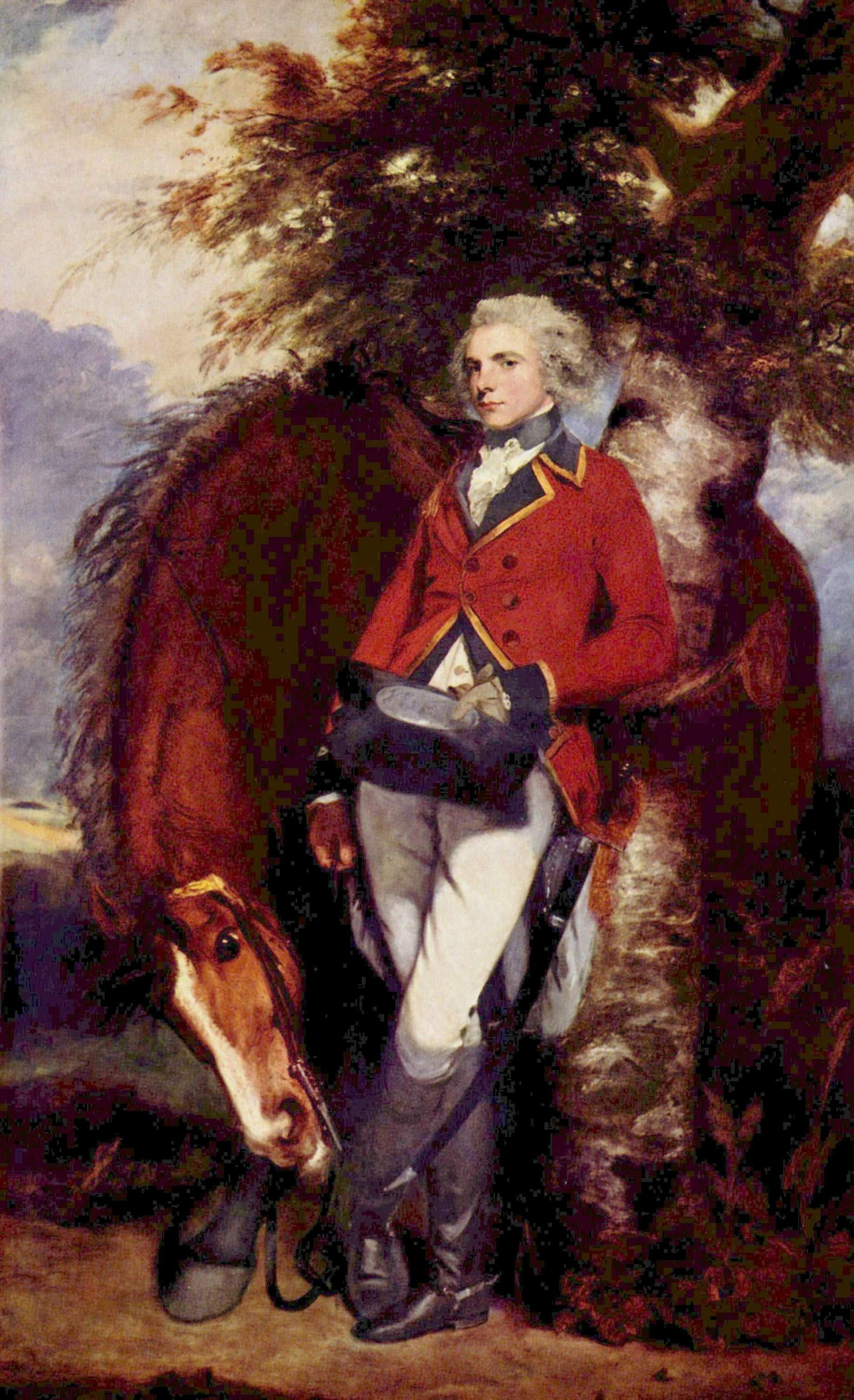
El coronel Coussmaker, de Joshua Reynolds.
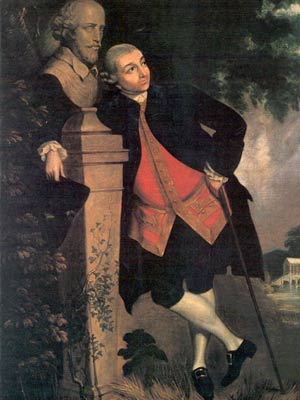
David Garrick, de Gainsborough.

## En la retórica
La retórica clásica, en la tercera parte de su división (inventio, dispositio, elocutio, memoria, actio), ha abordado el tema del decoro con una finalidad persuasiva en el discurso. Consiste en ajustarse al auditorio mediante el carácter de la palabra enunciada para crear vínculos de entendimiento efectivos.
Al tratar la elocución, la mayoría de los autores han tomado como modelo a Cicerón e identificado, al menos en términos generales, tres estilos: el sublime o elevado, el sencillo o bajo y el medio.
El estilo sublime es mayormente usado para dirigirse a auditorios de clase social alta. Es la manera en que un público culto es capaz de crear un lazo con el orador mediante el discurso. En palabras de Sam Leith: cuando más «retórico» suena y más lleno está de metáforas extendidas, tiempos verbales complejos y palabras extravagantes, más elevado es el estilo.
El estilo medio, por su parte, es definido por Alexander Pope como el intermedio entre la ostentación y la rusticidad. Muestra una grandiosidad, pero mantiene aún el tono directo e inexorable. Un ejemplo de discurso emitido bajo el estilo medio fue emitido por Oliver Cromwell con motivo de la disolución del Segundo Protectorado en 1658:

A Dios pongo por testigo de lo que voy a decir; es evidente para todo el mundo, y todas las personas vivas, que ha habido un nuevo intento de volver al ejército contra el actual estado de cosas, instituido con vuestra aprobación. No estoy hablando a esos caballeros [hace un ademán con la mano derecha] o señores, o como quiera llamárseles; no les digo esto a ellos, sino a vosotros. Vosotros me aconsejasteis entrar en este lugar, desempeñar estas funciones por vuestro consejo, sin embargo, en vez de poseer una cosa que se da por supuesta, algunos han de tener no sé qué; y no solo os habéis dividido entre vosotros, sino que también habéis dividido a la nación, que con toda probabilidad se verá en un estado de confusión mayor a causa de estos quince o dieciséis días que habéis estado aquí que la que ha presenciado desde que se levantó la última sesión hasta hoy.

A su vez, el estilo sencillo fue valorado por su claridad, concisión y el efecto de sinceridad. Al ser dirigido, especialmente, a un público que no exige creaciones extravagantes, sino más bien que apela al método directo y simple, está caracterizado por construcciones verbales claras, directas y concretas.
Un buen orador aspira a dominar los tres estilos y, cuando sea apropiado, será capaz de mezclarlos un poco en el mismo discurso. Una narración puede exigir la claridad y el estado de ánimo del estilo sencillo, por ejemplo, mientras que la peroración —en la que típicamente se intenta conmover a la audiencia— da la oportunidad de emplear un estilo más elevado. 
En la etapa de la elocución, el momento de definir la elección de un estilo para emitir el discurso se ve regido por el decoro. Es necesario conocer acerca del tema que se va a tratar, así como también conocer al público al que se va a dirigir el mensaje para, a partir de ello, adecuar el discurso, según la situación. Como concepto retórico, el decoro abarca no solo los rasgos más obvios de la elocución, sino el kairós o la oportunidad de un discurso, el tono y la disposición física del orador, los lugares comunes y tópicos del argumento elegido, etcétera. Así que el decoro no se agota al hablar de la elocución. Pero todo lo que hay que decir sobre la elocución tiene que ver con el decoro.